# گل طلایی
گل طلایی (به انگلیسی: Golden Goal) در فوتبال به گلی گفته می‌شود که اگر در وقت‌های اضافهٔ ۱۵ دقیقه‌ای به‌ثمر رسانده‌شود، تیم گل‌زن برنده بازی می‌شود و بازی به‌پایان می‌رسد. گل طلایی را در گذشته‌های نه‌چندان دور مرگ ناگهانی می‌نامیدند؛ این قانون برای نخستین‌بار در سال ۱۹۹۶ وضع ‌شد و اصطلاح گل طلایی بر آن نهاده‌ شد. گل طلایی در سال ۱۹۹۶ توسط فیفا معرفی ‌شد که در آن زمان‌ها عنصری کلید در تعیین برنده در مسابقات حذفی محسوب می‌شد. نخستین گل طلایی تاریخ فوتبال توسط اولیور بیرهوف، مهاجم تیم ملی آلمان در فینال رقابت های جام ملتهای اروپا ۱۹۹۶ و در مصاف با جمهوری چک به‌ثمر رسید و منجر به قهرمانی آلمان شد. اولین گل طلایی تاریخ جام جهانی توسط لوران بلان، بازیکن تیم ملی فرانسه در مرحله یک هشتم نهایی جام جهانی ۱۹۹۸ و در مصاف با پاراگوئه زده شد. در پی طوفان شکایات و گله‌ها از این قانون، یوفا گل نقره‌ای را در سال ۲۰۰۲ به فیفا معرفی‌کرد و این قانون جایگزین گل طلایی شد.